# Kvarteret Thisbe

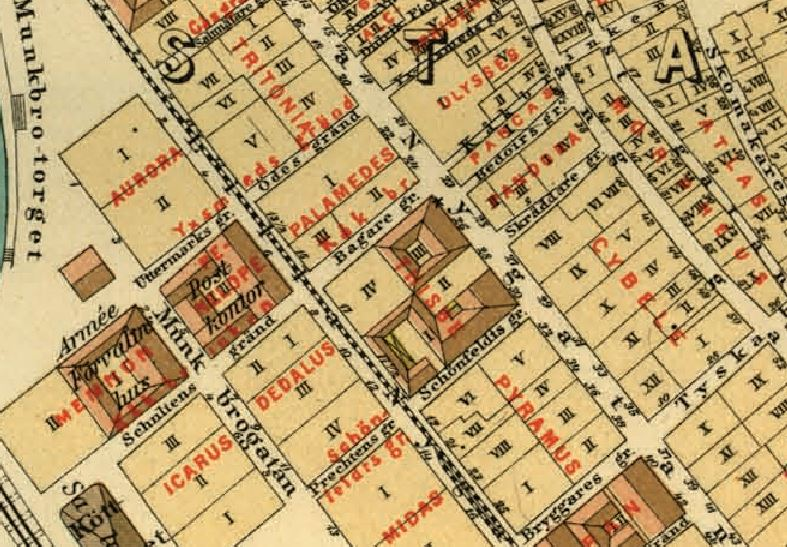
Kvarteret Thisbe på A.R. Lundgrens karta, 1885.

Kvarteret Thisbe är ett kvarter i Gamla stan i Stockholm. Kvarteret omges av Kåkbrinken i norr, Lilla Nygatan i väster, Stora Nygatan i öster och Schönfeldts gränd i söder. Kvarteret består idag av tre fastigheter: Thisbe 3–5, tidigare av Thisbe 1–4. I Thisbe 5 ligger Schönfeldtska huset med en av Stockholms vackraste barocksalar.

## Namnet
Nästan samtliga kvartersnamn i Gamla stan tillkom under 1600-talets senare del och är uppkallade efter begrepp (främst gudar) ur den grekiska och romerska mytologin. ”Thisbe” var i den grekiska mytologin en najadnymf. I Ovidius berättelse om Pyramus och Thisbe, använde han sig av Thisbe som inspiration till sin tragiska hjältinna som tog sitt liv när hon hittade sin älskade Pyramus död. Pyramus i sin tur dödade sig själv i tron att Thisbe hade blivit bragt om livet av ett lejon. Pyramus är även namnet på grannkvarteret i söder (se kvarteret Pyramus).

## Kvarteret

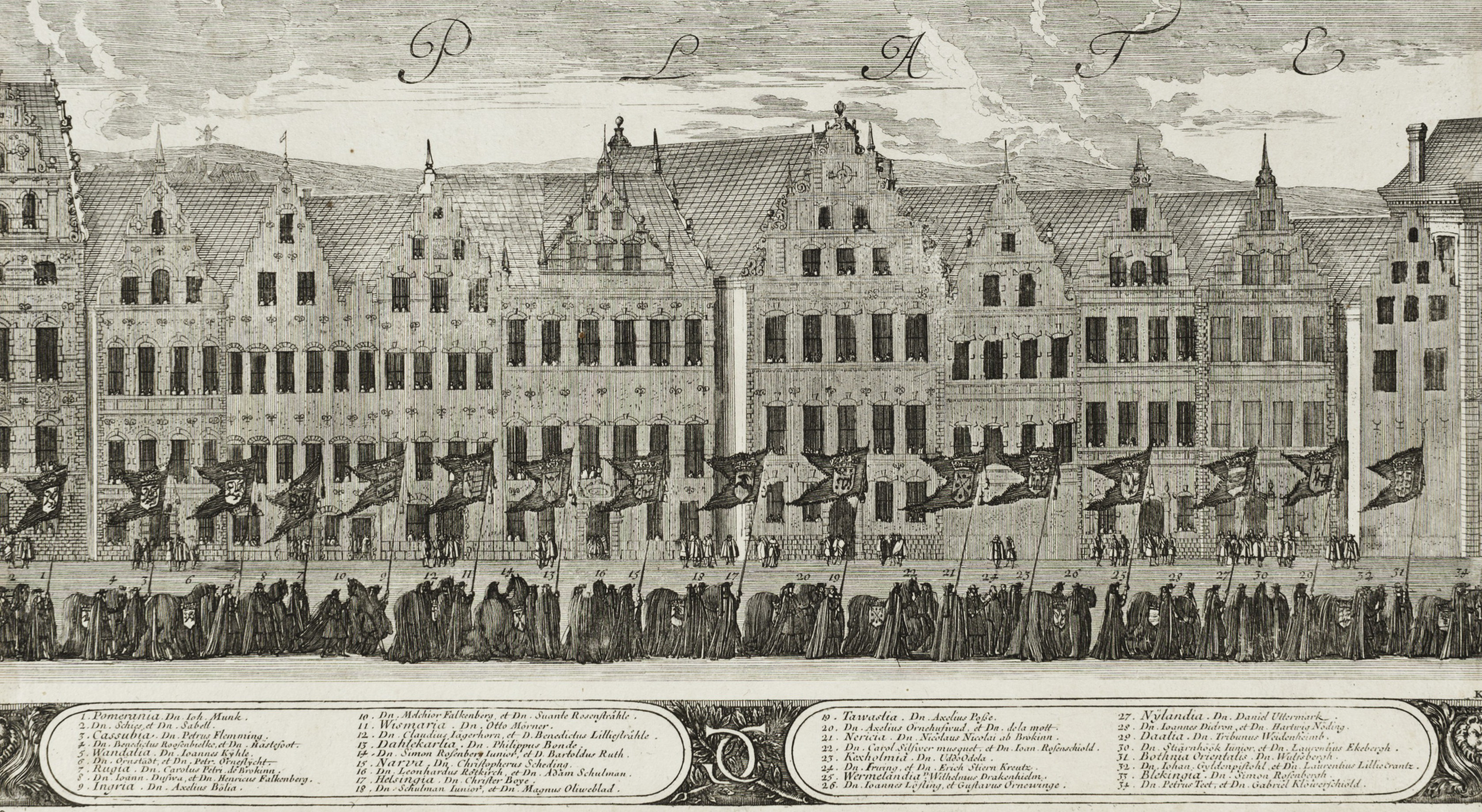
Husen i kvarteren Thisbe (t.h.) och Pyramus, på Erik Dahlbergs stick 1660.

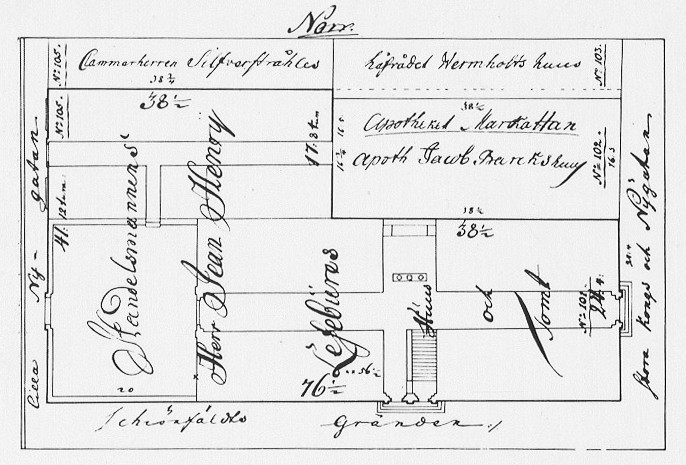
Kvarteret Thisbe 1746.

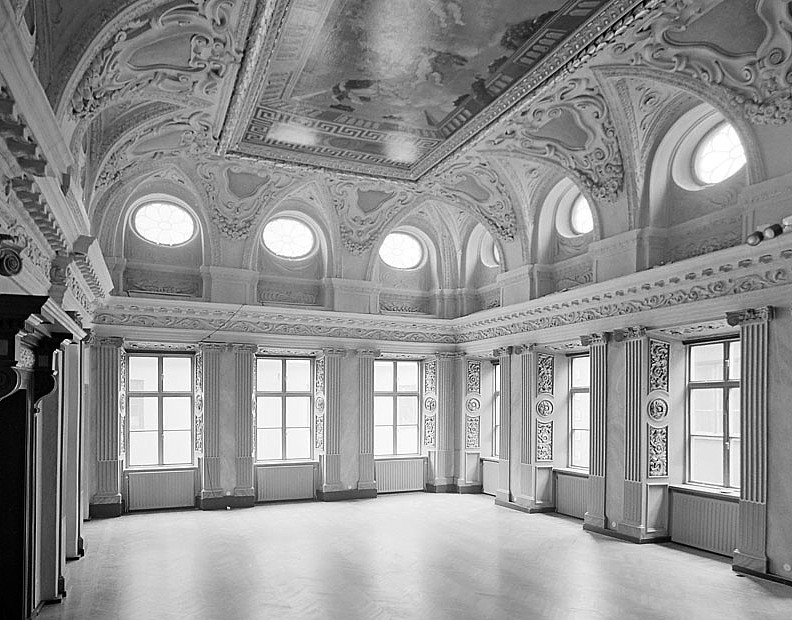
Schönfeldska praktsalen 1960.

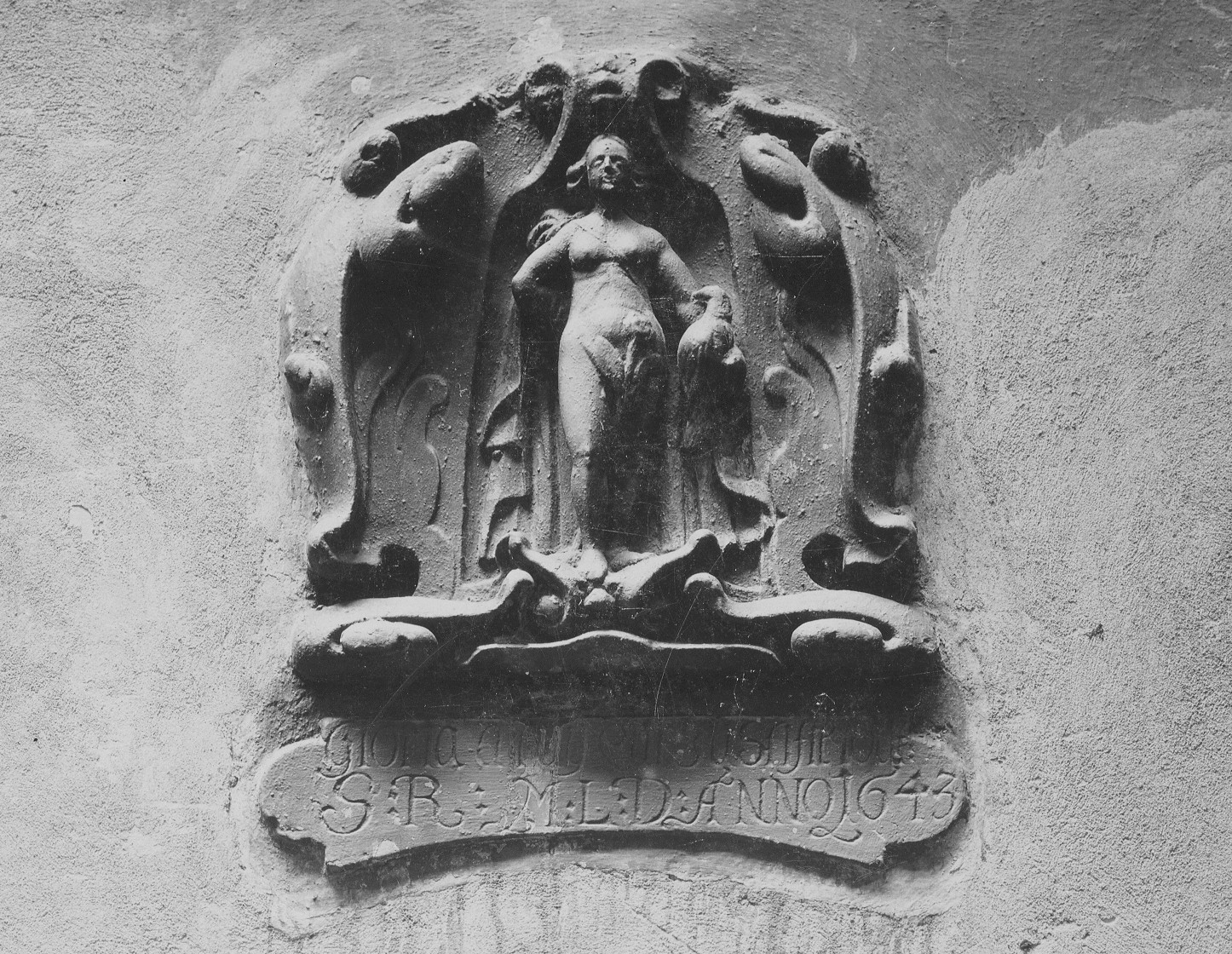
Portalsten på Rosenbergska huset.

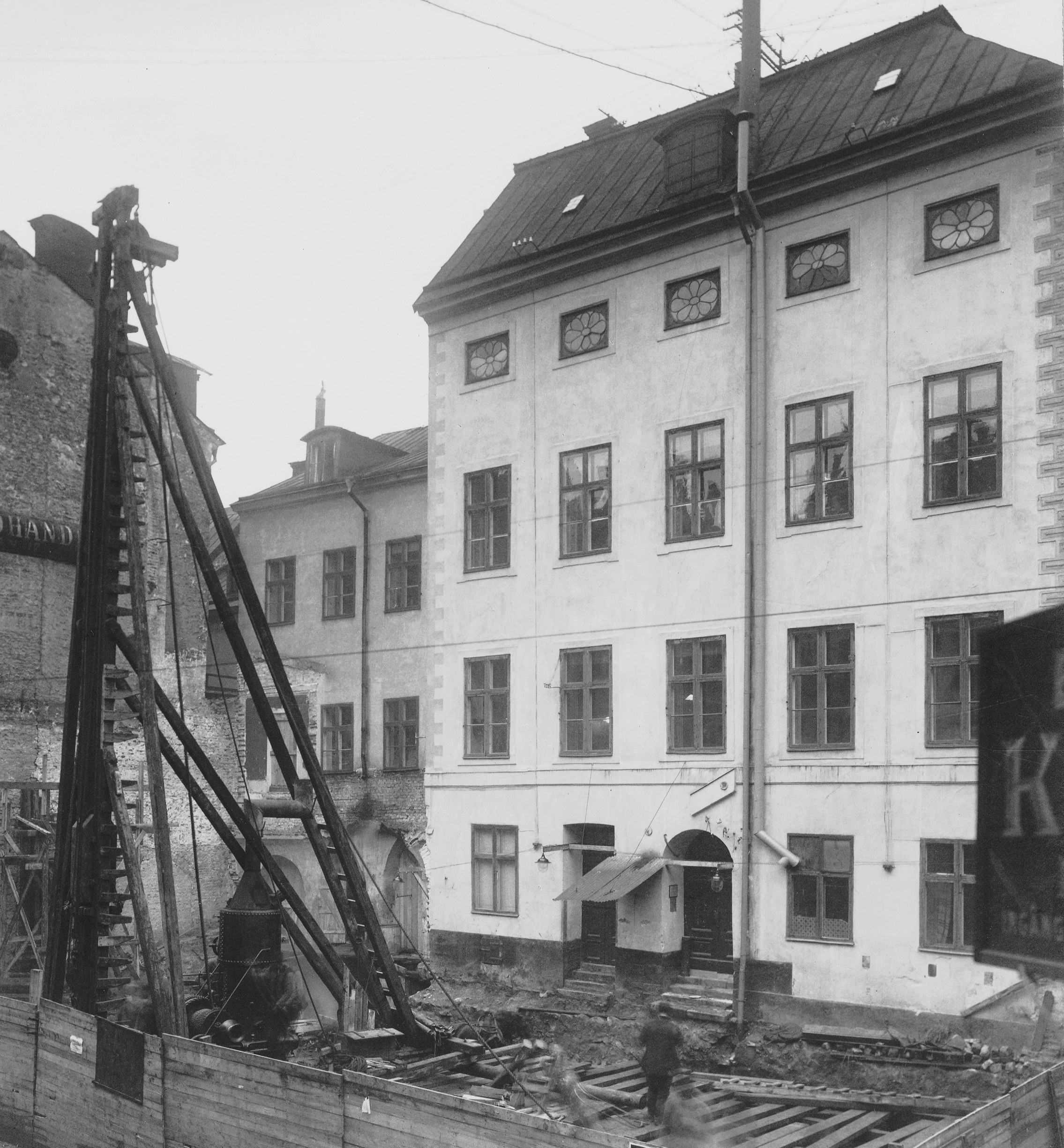
Schönfeldtska husets gavel mot väster, med festsalens ovala fönster högst upp, 1919. Huset i hörnet av Lilla Nygatan / Schönfeldts gränd är riven.

Stadsholmens andra, yttre stadsmur anlades under 1300-talets andra hälft och 1400-talet och sträckte sig genom kvarteret i nordsydlig riktning (se Stockholms stadsmurar). Kvarteret fick sin nuvarande, nästan kvadratiska, form efter den Stora branden 1625, som totalförstörde den sydvästra delen av Stadsholmen. Istället för små gränder och långsmala kvarter där elden kunde sprida sig snabbt utfördes här Stockholms första organiserade stadsplanering med början 1627 där man skapade stora likformiga kvarter bebyggda med stenhus.
År 1746 bestod kvarteret av fem tomter. Då var Johan Henrik Lefebure ägare till kvarterets största tomt (nr 101, dagens Thisbe 5) som avser det Schönfeldtska huset. I tomt nr 102 låg Apoteket Markattan då Jakob Bark var ägare och på tomt nr 103 hade hovrådet Wermholt sitt hus. Till sin granne i väster hade han kammarherren Carl Ludvig Silfverstråhle.
Byggnaden i Thisbe 3 (Stora Nygatan 28) tillhör de äldsta längs Stora Nygatan. Det uppfördes på 1640-talet av murmästaren och byggnadsledaren Andreas Fischer, som bodde här med sin familj och två pigor samt ytterligare två hantverkarfamiljer. Stenhuset hade tre våningar och var krönt av ett högt, med trappgavel försett, gavelröste mot gatan. Tegelfasaden var dekorerad med sandstenslister och ornament. Huset finns fortfarande bevarat, dock i ombyggt och förändrat skick. Det är avbildat på Erik Dahlberghs kopparstick över Karl X Gustavs begravningståg 1660.
Fastigheten Thisbe 4 (hörnhuset Kåkbrinken / Lilla Nygatan) härrör från 1643 och kallas det Rosenbergska Huset. På gårdsfasaden finns en fasadutsmyckning i form av en portalsten visande en kvinnogestalt med örn och texten ”S:R M:L:D Anno 1643”. Vid 1600-talets mitt ägdes fastigheten Thisbe 4 av krigsrådet Simon Rosenberg och hans hustru Margaretha Larsdotter, det är deras initialer som återfinns på portalstenen. Mellan 1877 och 1888 genomgick fastigheten en omfattande ombyggnad och nyinreddes efter ritningar av Axel och Hjalmar Kumlien. Då fick husets sitt nuvarande utseende.
I samband med att fastigheten skulle grundförstärkas utförde Stockholms stadsmuseum 1988–1989 en arkeologisk förundersökning. Man fann bland annat rester efter ett korsvirkeshus med en ugn som kunde daterats till sekelskiftet 1600. Platsen överlagrades av rivningsmaterial och ett brandlager, det senare härrör troligen från Stora branden 1625.
Schönfeldtska huset i Thisbe 5 uppfördes omkring 1630 för Lennart Torstensson. Möjligtvis anlitade Torstensson murmästaren Fischer, som byggde på granntomten. Huset har sitt namn efter Greger von Schönfeldt som även gav Schönfeldts gränd sitt namn. Arkitekt för Schönfeldts stora ombyggnad på 1670-talet var troligen Jean de la Vallée under medverkan av bildhuggaren Burchardt Precht. 1778 förvärvades byggnaden av Vetenskapsakademien och mellan 1829 och 1875 ägdes fastigheten av Jernkontoret. Mellan 1992 och 2017 hade Moderaterna sitt högkvarter i byggnaden. Idag huserar Jensen Gymnasium Södra där. I huset återfinns Schönfeldtska praktsalen, som räknas till Stockholms finaste barockrum från 1600-talets andra hälft.
Sydvästra delen av den Schönfeldtska tomten (hörnet Lilla Nygatan / Schönfeldts gränd, tidigare Thisbe 1) bebyggdes omkring 1800 med en låg butikslänga som revs 1919 och ersattes med nuvarande hus ritat av arkitektkontoret Östlihn & Stark. Samtidigt ritade kontoret en omfattande ombyggnad för Schönfeldtska huset. Nybyggnadens exteriör inspirerades av Schönfeldtska huset med liknade hörnkedjor. På ett fotografi från 1919 syns den avrivna hörntomten och Schönfeldtska husets västgavel, som idag är dolt bakom nybygget, blev synlig.